# 普洛斯科耶-格盧博科耶湖
56°38′19″N 29°30′35″E / 56.63861°N 29.50972°E
普洛斯科耶-格盧博科耶湖（俄语：Плоское-Глубокое），是俄羅斯的湖泊，位於該國西北部，由普斯科夫州負責管轄，處於新索科利尼基區，面積0.4平方公里，集水區面積4.57平方公里，平均水深9米，最大水深19米。